# Microrregión de Pindaré
Lá microrregión de Pindaré es una de las  microrregiones del estado brasileño del Maranhão perteneciente a la mesorregión  Oeste Maranhense. Su población según el censo de 2010 es de 621.431 habitantes y está dividida en 22 municipios. Su población está formada por una mayoría de negros y mulatos 61.3, blancos 21.0, caboclos(mestizos de indios y blancos)17.0, indígenas 0.8 y asiáticos 0.1, habitaban la región en 2010 3.538 indígenas. Posee un área total de 36.000,996 km². Su principal ciudad es Santa Inês (ciudad), que es considerada la "capital" del valle.

## Municipios
- Altamira do Maranhão
- Alto Alegre do Pindaré
- Araguanã
- Bom Jardim
- Bom Jesus das Selvas
- Brejo de Areia
- Buriticupu
- Governador Newton Bello
- Lago da Pedra
- Lagoa Grande do Maranhão
- Marajá do Sena
- Nova Olinda do Maranhão
- Paulo Ramos
- Pindaré-Mirim
- Presidente Médici
- Santa Inês
- Santa Luzia
- Santa Luzia do Paruá
- São João do Carú
- Tufilândia
- Vitorino Freire
- Zé Doca

- Datos: Q2275593